# Hidden Valley, Indiana
Hidden Valley är en ort (CDP) i Dearborn County, i delstaten Indiana, USA. Enligt United States Census Bureau har orten en folkmängd på 5 387 invånare (2010) och en landarea på 10,7 km².